# Nachmann Nathan
Nathan Nachmann Nathan (* 1813; † 1894) war ein deutscher Arzt und Parlamentarier.

## Leben
Nachmann Nathan wurde als Sohn des Eutiner Kaufmanns Aron Nachmann geboren. Nach dem Abitur studierte er zunächst an der Rheinischen Friedrich-Wilhelms-Universität Bonn. 1836 wechselte er an die Friedrichs-Universität Halle, an der er Medizin studierte. Er wurde Mitglied des Corps Marchia Halle. Wegen Beleidigung eines Nachtwächters und Torkontrolleurs verbüßte er eine achttägige Karzerstrafe. Er musste Halle verlassen und setzte sein Studium andernorts fort. Nach Abschluss des Studiums und Promotion zum Dr. med. praktizierte Nathan als Arzt in Eutin im Fürstentum Lübeck. Von 1870 bis 1878 sowie von 1881 bis 1887 saß Nathan im Oldenburgischen Landtag.